# Aglomerado da Borboleta
O Aglomerado da Borboleta (Messier 6, NGC 6405) é um aglomerado aberto de estrelas na constelação de Escorpião. O primeiro astrônomo a registrar a existência do aglomerado foi o italiano Giovanni Battista Hodierna em 1654. Entretanto, o astrônomo americano Robert Burnham, Jr. argumenta que o astrônomo Ptolomeu, no século I, observou o aglomerado enquanto observava outro objeto vizinho, o Aglomerado de Ptolomeu. O astrônomo francês Charles Messier catalogou o aglomerado como Messier 6 em 1764.
Tem magnitude aparente 4,2, sendo possível observá-lo a olho nu sob boas condições de visualização. Suas estrelas mais brilhantes podem ser visualizadas com o auxílio de binóculos ou pequenos telescópios. Situa-se a 1600 anos-luz da Terra e sua idade foi estimada em 100 milhões de anos. Na esfera celeste, situa-se logo a norte da ponta da "cauda" da constelação de Escorpião.

## Descoberta e visualização
Segundo Robert Burnham, Jr., quando Ptolomeu descreveu o objeto Messier 7, pode ter incluído este aglomerado aberto em sua argumentação, embora tal afirmação seja, segundo a comunidade científica, especulativa e improvável. Oficialmente foi o astrônomo italiano Giovanni Battista Hodierna quem descreveu primeiramente o aglomerado entes de 1654, embora seus relatos não fossem conhecidos antes da década de 1980. Jean-Philippe de Chéseaux redescobriu-o independentemente em 1745 ou 1746 e foi o primeiro a reconhecer que o objeto era composto de "várias estrelas fracas". Nicolas Louis de Lacaille incluiu-o em seu catálogo como a entrada Lac. III. 12, e Charles Messier incluiu-o como a quinta entrada de seu catálogo em 23 de maio de 1764.

## Características

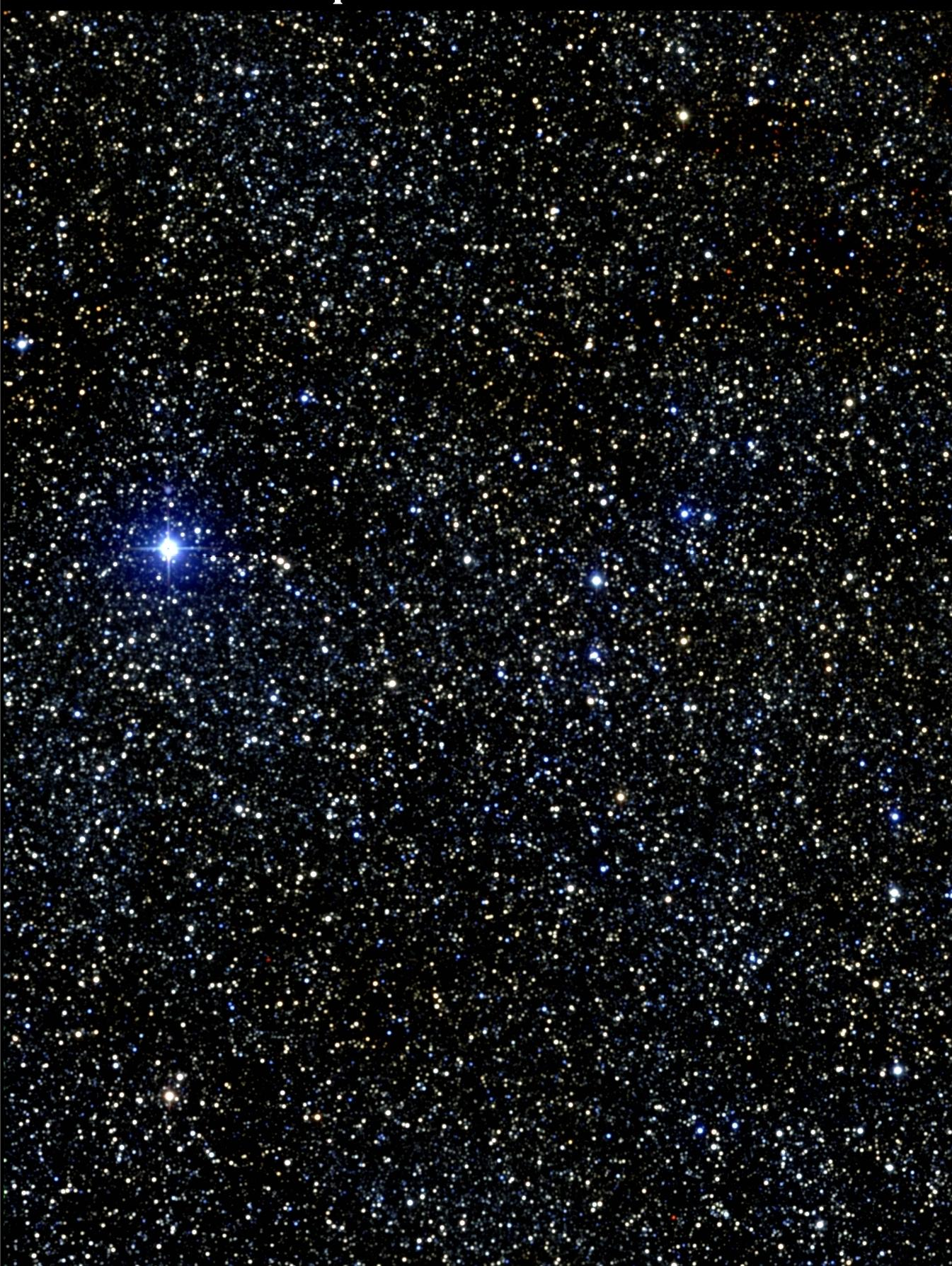
O Aglomerado da Borboleta, projeto 2MASS

Åke Wallenquist identificou cerca de 80 estrelas pertencentes ao aglomerado, que tem um comprimento aparente máximo de 54 minutos de grau, embora a maioria de suas estrelas estejam confinadas em uma região de 25 minutos de arco de comprimento aparente. Segundo Kristen Rohlfs, a distância do aglomerado à Terra é cerca de 2 000 anos-luz, corroborado por John Mallas e Evered Kreimer e pelo Sky Catalogue 2000.0. Entretanto, segundo Burnham, devido a efeitos de absorção luminosa, a distância real pode ser de apenas 1 300 a 1 400 anos-luz. Kenneth Glyn Jones também estima essa distância em 1 300 anos-luz. Brent Archinal, Steven Hynes e o banco de dados WEBDA afirmam que a distância do aglomerado à Terra é de 1 584 a 1 588 anos-luz.
Dada essa distância e o diâmetro aparente do aglomerado de 25 minutos de grau, seu diâmetro real é de cerca de 12 anos-luz. Considerando a extensão do aglomerado em 54 minutos de grau, segundo Wallenqust, o diâmetro real do aglomerado é de 25 anos-luz, tendo uma densidade de 0,6 estrelas por parsec cúbico. Segundo Burnham, a idade do aglomerado é de 100 milhões de anos, embora o Sky Catalogue 2000.0 dê uma idade de 51 milhões e o WEBDA 95 milhões de anos.
A magnitude aparente do aglomerado é 4,2. A estrela mais brilhante do aglomerado é a estrela variável semirregular BM Scorpii, uma estrela supergigante amarela ou alaranjada cuja magnitude aparente varia entre 5,5 e 7, de classe espectral K0-K3, segundo Burnham. Suas estrelas azuis também são as mais quentes, pertencentes à classe espectral B4 e B5.
Segundo a classificação de aglomerados abertos de Robert Julius Trumpler, M6 pertence à classe II,3,m, onde a classe I refere-se aos aglomerados mais densos e a classe IV aos menos densos; a classe 1 aos aglomerados com pouca diferença de brilho entre seus componentes e a classe 3 aos que tem grande diferença de brilho; e a classe p aos aglomerados pobres em estrelas, m para aglomerados com a quantidade de estrelas dentro da média e r para os ricos em estrelas. O Sky Catalogue 2000.0 classificou-o como II,2,p e Woldemar Götz, Archinal e Hynes classificaram-no como II,3,r. De todos os objetos Messier, M6 é o mais próximo na esfera celeste do centro da Via-Láctea, na constelação de Sagitário.